# جيسون غيريا
جيسون غيريا (بالإنجليزية: Jason Geria) (10 مايو 1993 بكانبرا في أستراليا - ) هو لاعب كرة قدم أسترالي في مركز الدفاع. شارك مع منتخب أستراليا تحت 20 سنة لكرة القدم ومنتخب أستراليا الوطني لكرة القدم تحت 23 سنة. أما مع النوادي، فقد لعب مع نادي بريزبان رور.

## وصلات خارجية
- جيسون غيريا على موقع الاتحاد الدولي (مؤرشف)  (الإنجليزية)
- جيسون غيريا على موقع رابطة كرة القدم اليابانية للمحترفين (اليابانية)
- جيسون غيريا على موقع قاعدة بيانات كرة القدم.إي يو (الإنجليزية)
- جيسون غيريا على موقع ناشيونال فوتبول تيمز (الإنجليزية)
- جيسون غيريا على موقع Soccerway.com (الإنجليزية)
- جيسون غيريا على موقع عالم كرة القدم.نت (الإنجليزية)